# Dasysternum colluta
Dasysternum colluta là một loài bướm đêm trong họ Noctuidae.